# Вейсінь
27°50′47″ пн. ш. 105°02′42″ сх. д. / 27.84644° пн. ш. 105.04499° сх. д.
Вейсінь (кит. 威信县, пін. Wēixìn Xiàn) — один із повітів КНР у складі префектури Чжаотун, провінція Юньнань. Адміністративний центр — містечко Чжасі.

## Географія
Вейсінь лежить на висоті близько 1180 метрів над рівнем моря на півночі Юньнань-Гуйчжоуського плато і на південь від Сичуанської западини.

### Клімат
Повіт знаходиться у зоні, котра характеризується вологим субтропічним кліматом. Найтепліший місяць — липень із середньою температурою 22,6 °C. Найхолодніший місяць — січень, із середньою температурою 3,7 °С.
| Клімат повіту Вейсінь   | Клімат повіту Вейсінь | Клімат повіту Вейсінь | Клімат повіту Вейсінь | Клімат повіту Вейсінь | Клімат повіту Вейсінь | Клімат повіту Вейсінь | Клімат повіту Вейсінь | Клімат повіту Вейсінь | Клімат повіту Вейсінь | Клімат повіту Вейсінь | Клімат повіту Вейсінь | Клімат повіту Вейсінь | Клімат повіту Вейсінь |
| Показник                | Січ.                  | Лют.                  | Бер.                  | Квіт.                 | Трав.                 | Черв.                 | Лип.                  | Серп.                 | Вер.                  | Жовт.                 | Лист.                 | Груд.                 | Рік                   |
| Середній максимум, °C   | 6,6                   | 8,7                   | 13,4                  | 18,7                  | 22,5                  | 24,6                  | 27,8                  | 27,5                  | 23,6                  | 17,4                  | 13,5                  | 8,3                   | 17,7                  |
| Середня температура, °C | 3,7                   | 5,5                   | 9,3                   | 14,0                  | 17,7                  | 20,2                  | 22,6                  | 22,2                  | 18,8                  | 14,1                  | 10                    | 5,2                   | 13,6                  |
| Середній мінімум, °C    | 1,9                   | 3,5                   | 6,6                   | 10,7                  | 14,1                  | 17,0                  | 19,1                  | 18,6                  | 15,7                  | 11,9                  | 7,7                   | 3,2                   | 10,8                  |
| Норма опадів, мм        | 25.1                  | 28.4                  | 43.8                  | 73.2                  | 118.5                 | 152.3                 | 185.7                 | 170.8                 | 107.5                 | 71.1                  | 38.6                  | 23.1                  | 1038.1                |
| Вологість повітря, %    | 87                    | 86                    | 84                    | 81                    | 81                    | 84                    | 83                    | 83                    | 84                    | 87                    | 86                    | 86                    | 84.3                  |
| ----------------------- | --------------------- | --------------------- | --------------------- | --------------------- | --------------------- | --------------------- | --------------------- | --------------------- | --------------------- | --------------------- | --------------------- | --------------------- | --------------------- |
| Джерело: data.cma.cn    |                       |                       |                       |                       |                       |                       |                       |                       |                       |                       |                       |                       |                       |